# Birger Wøllner Gaarn
Birger Wøllner Gaarn (3. august 1881 – 10. august 1949) var en dansk organist, komponist og orgellærer. Han fik eksamen fra Det Kongelige Danske Musikkonservatorium 1902 og var organist ved Christians Kirke i København fra 1907 – 1949. Fra 1910 lærer ved statens lærerkursus og fra 1912 lærer ved Det Kongelige Danske Musikkonservatorium.
Hans kompositioner var få og koncentreret om sange og lejlighedskantater:
- 4 Sange for en Mellemstemme med Klaverledsagelse. Op. 1. (Klokkerne kime, Irmelin Rose, En Rand af diset Hede, Serenade – 1903)
- 3 Sange. Op. 2 (Nocturne, Du Blomst i Dug, Æbleblomst – 1910)
- Tre Sange. Op. 3 (I den lyse Nat, Hvide Tulipan, Mødet. Kai Flor – 1912)
- 3 Sange 1922 (Berceuse, Morgen, Regn)
- Kantate ved Birkerød Kostskoles 50aars Jubilæum
- Kantate ved Ordrup Gymnasiums 75-Aars Stiftelsesfest
- Kantate ved N. Zahles Skoles jubilæum 1927
- Fjerne Toner
- Allehelgenssalme (4-st. sats)